# Halowe Mistrzostwa Świata w Lekkoatletyce 2018 – bieg na 800 m mężczyzn

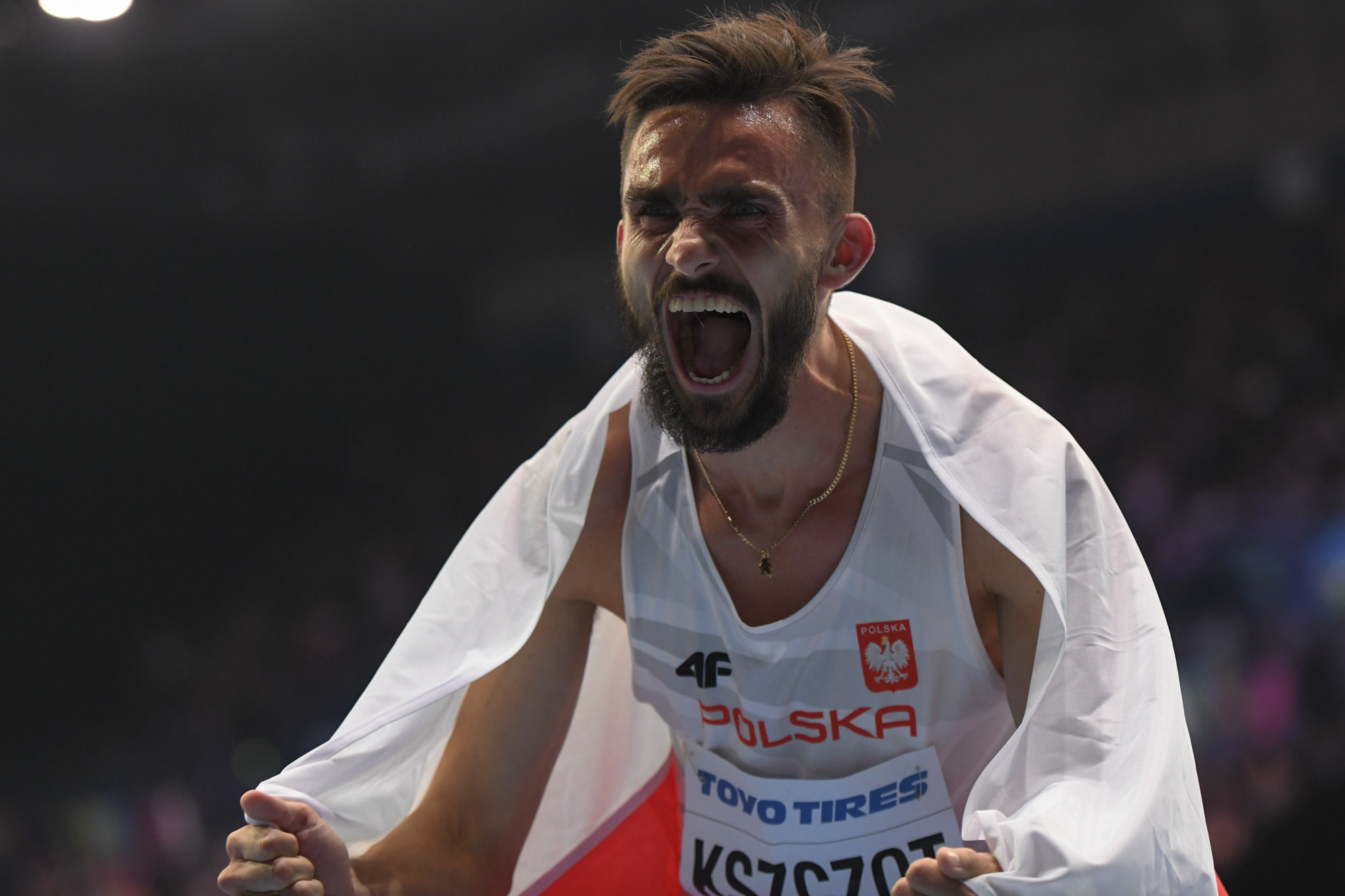
Adam Kszczot podczas Halowych Mistrzostw Świata IAAF 2018 w Birmingham

Bieg na 800 metrów mężczyzn – jedna z konkurencji biegowych rozgrywanych podczas halowych lekkoatletycznych mistrzostw świata w Arena Birmingham w Birmingham.
Tytułu mistrzowskiego nie bronił Amerykanin Boris Berian, a zdobył go Adam Kszczot.

## Terminarz
| Data    | Godzina |            |
| ------- | ------- | ---------- |
| 2 marca | 19:13   | Eliminacje |
| 3 marca | 19:35   | Finał      |

## Wyniki
| WR – rekord świata \| CR – rekord mistrzostw świata \| NR – rekord kraju \| AR – rekord kontynentu \| WL – najlepszy wynik na listach światowych w sezonie 2018 \| SB – najlepszy wynik w sezonie \| PB – rekord życiowy |

### Eliminacje
Awans: Dwóch najlepszych z każdego biegu (Q) oraz dwóch z najlepszymi czasami wśród przegranych (q).
Źródło: IAAF.
| Pozycja | Bieg | Tor | Zawodnik         | Reprezentacja     | Czas    | Uwagi     |
| ------- | ---- | --- | ---------------- | ----------------- | ------- | --------- |
| 1.      | 1    | 6   | Álvaro de Arriba | Hiszpania         | 1:45,44 | Q         |
| 2.      | 1    | 3   | Elliot Giles     | Wielka Brytania   | 1:45,46 | Q,        |
| 3.      | 1    | 5   | Drew Windle      | Stany Zjednoczone | 1:45,52 | q,        |
| 4.      | 2    | 4   | Adam Kszczot     | Polska            | 1:47,02 | Q         |
| 5.      | 2    | 6   | Mostafa Smaili   | Maroko            | 1:47,08 | Q         |
| 6.      | 2    | 3   | Saúl Ordóñez     | Hiszpania         | 1:47,11 | q         |
| 7.      | 1    | 4   | Andreas Kramer   | Szwecja           | 1:47,21 |           |
| 8.      | 1    | 2   | Hamada Mohamed   | Egipt             | 1:47,65 | NR        |
| 9.      | 2    | 2   | Antoine Gakeme   | Burundi           | 1:49,66 |           |
| 10 !    | 2    | 5   | Donavan Brazier  | Stany Zjednoczone | DQ      | R163.3(a) |

### Finał
Źródło: IAAF.
| Pozycja | Tor | Zawodnik         | Reprezentacja     | Czas    | Uwagi |
| ------- | --- | ---------------- | ----------------- | ------- | ----- |
| 01 !    | 1   | Adam Kszczot     | Polska            | 1:47,47 |       |
| 02 !    | 3   | Drew Windle      | Stany Zjednoczone | 1:47,99 |       |
| 03 !    | 2   | Saúl Ordóñez     | Hiszpania         | 1:48,01 |       |
| 4.      | 6   | Elliot Giles     | Wielka Brytania   | 1:48,22 |       |
| 5.      | 5   | Álvaro de Arriba | Hiszpania         | 1:48,51 |       |
| 6.      | 4   | Mostafa Smaili   | Maroko            | 1:48,75 |       |